# Missió del Representant Especial del Secretari General en la República Dominicana
La Missió del Representant Especial del Secretari General en la República Dominicana (DOMREP) va ser una missió de manteniment de la pau de les Nacions Unides (ONU), que es va convocar el 14 de maig de 1965 amb la Resolució 203.
Quan va esclatar una guerra civil a la República Dominicana el 1965, després de la invasió estatunidenca i posterior destitució del president Juan Bosch, les Nacions Unides van desplegar la missió DOMREP per supervisar l'alto el foc del Consell de Seguretat de les Nacions Unides i informar de totes les amenaces a la pau al secretari general de l'ONU. La seu de la missió estava a Santo Domingo. El representant del secretari general de l'ONU va ser José Antonio Mayobre de Veneçuela, amb el suport del general Major Indar J. Rikhye de l'Índia.
Després de l'acord sobre un nou govern, la missió es va rescindir a l'octubre de 1966. Incloïa dos observadors militars alterns de Brasil, Canadà i Equador.